# Richard Chase
Richard Trenton Chase (ur. 23 maja 1950, zm. 26 grudnia 1980) – amerykański seryjny morderca, nekrofil oraz kanibal, zwany Wampirem z Sacramento. Chase był uzależniony od picia krwi. W celu pozyskania jej zabijał króliki i psy. Gdy został aresztowany przez policję, twierdził, iż męczyło go szukanie nowych zwierząt i łatwiejszym sposobem dla niego było mordowanie ludzi. Każdej ofierze spuścił z ciała krew, a następnie ją wypił.
Za swoje czyny został skazany na karę śmierci w komorze gazowej. Chase nie doczekał wyroku. 26 grudnia 1980 roku został znaleziony martwy w swojej celi. Przybyły na miejsce koroner stwierdził śmierć samobójczą – Chase celowo przedawkował lek antydepresyjny.

## Ofiary Chase'a
| Lp. | Ofiara          | Wiek              | Data             |
| --- | --------------- | ----------------- | ---------------- |
| 1.  | Ambrose Griffin | 51                | 29 grudnia 1977  |
| 2.  | Teresa Wallin   | 22                | 23 stycznia 1978 |
| 3.  | Evelyn Miroth   | 38                | 27 stycznia 1978 |
| 4.  | Jason Miroth    | 6                 | 27 stycznia 1978 |
| 5.  | Danny Meredith  | 51                | 27 stycznia 1978 |
| 6.  | David Ferreira  | Rok i 10 miesięcy | 27 stycznia 1978 |